# Quand l'inspecteur s'emmêle
Pour les articles homonymes, voir A Shot in the Dark.
Série
La Panthère rose
(1963) L'Infaillible Inspecteur Clouseau
(1968)
Pour plus de détails, voir Fiche technique et Distribution.
Quand l'inspecteur s'emmêle (titre original : A Shot in the Dark) est un film américano-britannique réalisé par Blake Edwards, et sorti en 1964, faisant partie de la série de films La Panthère rose.

## Synopsis
Des scènes de vaudeville se produisent dans les couloirs d'une grande demeure bourgeoise, suivies de coups de feu et d'un assassinat. Au grand dam de son supérieur, Charles Dreyfus, l'inspecteur Clouseau, incarné par l'acteur Peter Sellers, s'occupe de ce crime commis dans un hôtel particulier de Paris, avec ses «méthodes» et son volontarisme. L'affaire paraît simple : Maria Gambrelli, une soubrette, est retrouvée près du cadavre de son amant, l'arme à la main. Clouseau est persuadé de l'innocence de la soubrette, malgré les éléments qui l'accablent (et il entreprend même de la séduire),,. Mis à part quelques personnages, en fait essentiellement le personnage de l'inspecteur (gaffeur) Jacques Clouseau, plébiscité par le public et interprété une nouvelle fois par Peter Sellers, il n'y a pas de lien avec l'intrigue du premier film de la série, La Panthère rose,. 

## Fiche technique
- Titre original : A Shot in the Dark
- Titre : Quand l'inspecteur s'emmêle
- Réalisation : Blake Edwards
- Scénario : Blake Edwards et William Peter Blatty, d'après la pièce de Marcel Achard L'Idiote adaptée par Harry Kurnitz
- Décors : Michael Stringer (en)
- Costumes : Margaret Furse
- Photographie : Christopher Challis
- Montage : Bert Bates et Ralph E. Winters
- Musique : Henry Mancini
  - Chanson : The Shadows of Paris, musique de Henry Mancini, paroles de Robert Wells, interprétée par Fran Jeffries
- Production : Blake Edwards
- Société de production : Geoffrey Productions, Mirisch Films Ltd et United Artists
- Budget : -
- Pays :  États-Unis /  Royaume-Uni
- Format : Couleur (DeLuxe) - Format 35 mm - 2,35:1 - Son monophonique (Westrex Recording System)
- Genre : Comédie policière
- Durée : 102 minutes
- Dates de sortie :
  -  États-Unis : 23 juin 1964
  -  France : 24 février 1965
- Affiche : Boris Grinsson (France)

## Distribution
- Peter Sellers (VF : Michel Roux) : l'inspecteur Jacques Clouseau
- Elke Sommer (VF : Jeanine Freson) : Maria Gambrelli
- George Sanders (VF : Jacques Berthier) : Benjamin Ballon
- Herbert Lom (VF : Duncan Elliott) : le commissaire Charles Dreyfus
- Tracy Reed : Dominique Ballon
- Graham Stark (VF : Jacques Dynam) : Hercule LaJoy
- Moira Redmond : Simone
- Vanda Godsell (en) : Madame Lafarge
- Martin Benson (VF : Henry Djanik) : Maurice
- Maurice Kaufmann (en) : Pierre
- Ann Lynn (en) : Dudu
- David Lodge (en) (VF : Raymond Loyer) : Georges
- André Maranne (VF : Philippe Mareuil) : François Chevalier
- Burt Kwouk (VF : Jacques Morel) : Kato Fong
- Reginald Beckwith (VF : Jacques Marin) : le réceptionniste au camp nudiste
- Tutte Lemkow : le danseur cosaque

## Production
Bien qu'il fasse partie intégrante de la saga de La Panthère rose, ce film est sans rapport avec l'affaire du joyau volé du premier film. Le scénario est tiré de la comédie en trois actes A Shot in the Dark de Harry Kurnitz, elle-même tirée de L'Idiote de Marcel Achard. Le personnage de Clouseau n'apparaissait dans aucune des deux pièces mais l'énorme succès de La Panthère rose, l'année précédente, incite Blake Edwards à en faire le personnage principal.
De nombreux éléments comiques du film sont utilisés comme gags récurrents dans les films de la série : les déguisements improbables de l'inspecteur, les entraînements avec Kato, la haine de Dreyfus pour Clouseau, etc.
La chanson du pré-générique The Shadows of Paris est chantée par Fran Jeffries, déjà interprète de It Had Better Be Tonight dans La Panthère rose.
On retrouve le personnage de Maria Gambrelli (interprété cette fois par Claudia Cardinale) dans Le Fils de la panthère rose en 1993. Dans ce film, tourné après la mort de Peter Sellers, on apprend que le gendarme Jacques Gambrelli (Roberto Benigni) est le fils de Clouseau et Maria.

## Autour du film
- Le succès du film fut tel qu'une série animée sur le personnage de Clouseau fut produite, intitulée L'Inspecteur et comptant 34 courts métrages de 6 minutes de 1965 à 1969.

## Place dans la série
- Ce film est le deuxième d'une série de huit films réalisés par Blake Edwards :

1. La Panthère rose (1963)
2. Quand l'inspecteur s'emmêle (1964)
3. Le Retour de la Panthère rose (1975)
4. Quand la Panthère rose s'emmêle (1976)
5. La Malédiction de la Panthère rose (1978)
6. À la recherche de la Panthère rose (1982)
7. L'Héritier de la Panthère rose (1983)
8. Le Fils de la Panthère rose (1993)